# Hjálparfoss
Hjálparfoss (pronunciació islandesa: [ˈçaul̥parˌfɔsː]) és una de les diverses cascades del sud d'Islàndia situades en el camp de lava al nord de l'estratovolcà Hekla a prop del punt on s'uneixen els rius Fossá i Thjórsá. Hjálparfoss es troba a uns 30 km a l'est del poble de Flúðir i s'hi pot arribar a través de la carretera de grava Ruta 32, que serpenteja els camps de lava de Vikrar. A uns 5 km al sud de Hjálparfoss, es troba la cascada Þjófafoss; més a l'est hi ha Háifoss al Fossá i Tangafoss al Thjórsá.
Just sota la cascada hi ha la segona estació hidroelèctrica més gran de l'illa, Búrfellsstöð.